# Wang Xin
Wang Xin (kinesiska: 王鑫, pinyin: Wáng Xīn), född 王若雪 (Wáng Ruòxuě) 11 augusti 1992 i Wuhan, Kina, är en kinesisk simhoppare.
Hon tog OS-brons på 3m-svikten i samband med de olympiska simhoppstävlingarna 2008 i Peking.